# Miroslav Božok
Miroslav Božok (* 19. října 1984, Michalovce, Československo) je slovenský fotbalový záložník, od července 2017 hráč klubu MFK Zemplín Michalovce.
Mimo Slovensko působil na klubové úrovni v Polsku.

## Klubová kariéra
Božok působil na Slovensku v klubech MFK Zemplín Michalovce (je odchovancem tohoto klubu, hrál zde i po návratu z Polska), FC Senec a MFK Ružomberok. S Ružomberkem vyhrál v sezóně 2005/06 double, tedy ligový titul i slovenský fotbalový pohár.
V únoru 2010 odešel do Polska, kde hrál postupně za kluby Arka Gdynia a GKS Bełchatów.
V lednu 2014 podepsal smlouvu s polským druholigovým klubem Górnik Łęczna, kam přestoupil ze Zemplínu Michalovce. Na konci sezony 2013/14 postoupil s Górnikem do Ekstraklasy.
V červnu 2015 přestoupil v rámci Polska do klubu Arka Gdynia, kde již v minulosti působil. S Arkou vyhrál v sezóně 2016/17 polský fotbalový pohár. Po sezóně mu vypršela smlouva a k jejímu prodloužení nedošlo.
Božok se vrátil na Slovensko do klubu MFK Zemplín Michalovce, účastníka Fortuna ligy 2017/18.

## Reprezentační kariéra
Miroslav Božok byl členem slovenské mládežnické reprezentace U21.